# Cử nhân kinh tế
Cử nhân kinh tế là bằng cấp một người được cấp sau khi họ kết thúc thời gian học tập 4 năm ở trường đại học về chuyên ngành kinh tế. Chương trình cử nhân kinh tế cung cấp cho sinh viên những kiến thức sâu, rộng về kinh tế nhằm mục đích chuẩn bị cho sinh viên trước những cơ hội việc làm trong các doanh nghiệp nhà nước và tư nhân.

## Tổng quan
Khi theo đuổi tấm bằng cử nhân kinh tế, bạn có thể học chuyên về các lĩnh vực như tài chính, marketing, quản lý thông tin, quản lý hoạt động hoặc hành vi tổ chức. Khi các bạn có kiến thức về các chủ đề trong lĩnh vực mà bạn quan tâm, bạn sẽ xây dựng được năng lực trong giải quyết các vấn đề pháp lý, tư duy phê phán, phân tích và ra quyết định. Những người bắt đầu ra với bằng cử nhân kinh doanh thì sau này có thể chọn học lên cao chương trình Thạc sĩ Quản trị Kinh doanh (MBA) rồi Tiến sĩ.

## Học cử nhân kinh tế ở Việt Nam
Chương trình cử nhân kinh tế được giảng dạy ở các trường đại học ở Việt Nam thuộc khối kinh tế như Trường Đại Học Kinh Tế TP. HCM, Trường Đại học Ngân hàng TP.HCM, Đại học Kinh tế quốc dân, Đại học Ngoại Thương, Đại học Thương mại, Khoa Kinh tế – Học viện Báo chí và Tuyên truyền... Hiện nay, các trường đào tạo theo khối ngành kinh tế và quản trị kinh doanh đều phải tuân thủ theo chương trình khung của Bộ Giáo dục và Đào tạo, do đó có thể sử dụng giáo trình chung giữa các trường.
Qua các hội nghị tổ chức cấp quốc gia và khu vực trong một vài năm gần đây, lĩnh vực kinh tế luôn được xem là lĩnh vực có nhu cầu cao về nhân lực trong hiện tại cũng như trong tương lai. Có thể kể các ngành, chuyên ngành như: tài chính, ngân hàng, kế toán, kiểm toán, kinh tế thẩm định giá, kinh tế bất động sản, kinh tế lao động và QLNNL, thương mại, kinh doanh quốc tế, ngoại thương, du lịch, marketing… thu hút nhiều lao động.
Trong những năm qua, nhiều trường ĐH, CĐ đã được phép Bộ GD-ĐT mở thêm các ngành thuộc lĩnh vực kinh tế, trong đó rất nhiều trường có mở ngành tài chính – Ngân hàng, chứng tỏ như cầu của xã hội rất cao đối với ngành đào tạo này.

## Xu hướng hợp tác đào tạo
Bên cạnh những chương trình đào tạo trong nước, các chương trình đào tạo cử nhân liên kết với nước ngoài đã ra đời. Trong số các chương trình đào tạo cử nhân kinh tế uy tín hiện nay, các chương trình điển hình đó là: Chương trình cử nhân Quản trị Tài chính - Ngân hàng do Đại học Bolton - Vương quốc Anh đào tạo và cấp bằng tại Trường Đại học Ngân hàng TP.HCM; Chương trình Cử nhân Kinh doanh 2+2 liên kết với Đại học Massey, New Zealand của đại học Kinh tế - DHQG Hà Nội, ĐH Đà Nẵng cũng có chương trình hợp tác đào tạo cử nhân quản trị kinh doanh tại Trường ĐH Kinh tế với Tập đoàn giáo dục Tyndale (Singapore), Trường ĐH Ngoại thương (với ĐH Bedfordshire, Anh); Trường ĐH Kinh tế - ĐHQG Hà Nội (ĐH Troy, Hoa Kỳ); Trường ĐH Hà Nội (với ĐH La Trobe, Úc), Học viện tài chính với chương trình cử nhân Tài chính kế toán  và Cử nhân Quản trị kinh doanh  liên kết với trường đại học Gloucestershire - Anh quốc.